# MG C
La MG C è un'autovettura sportiva prodotta dalla casa automobilistica MG (del gruppo British Motor Corporation, poi British Leyland) dal 1967 al 1969.
La vettura riprendeva gran parte della componentistica della MG B, ma era dotata del motore 6 cilindri in linea di 2912 cm³ della Austin-Healey 3000.

## Profilo e contesto

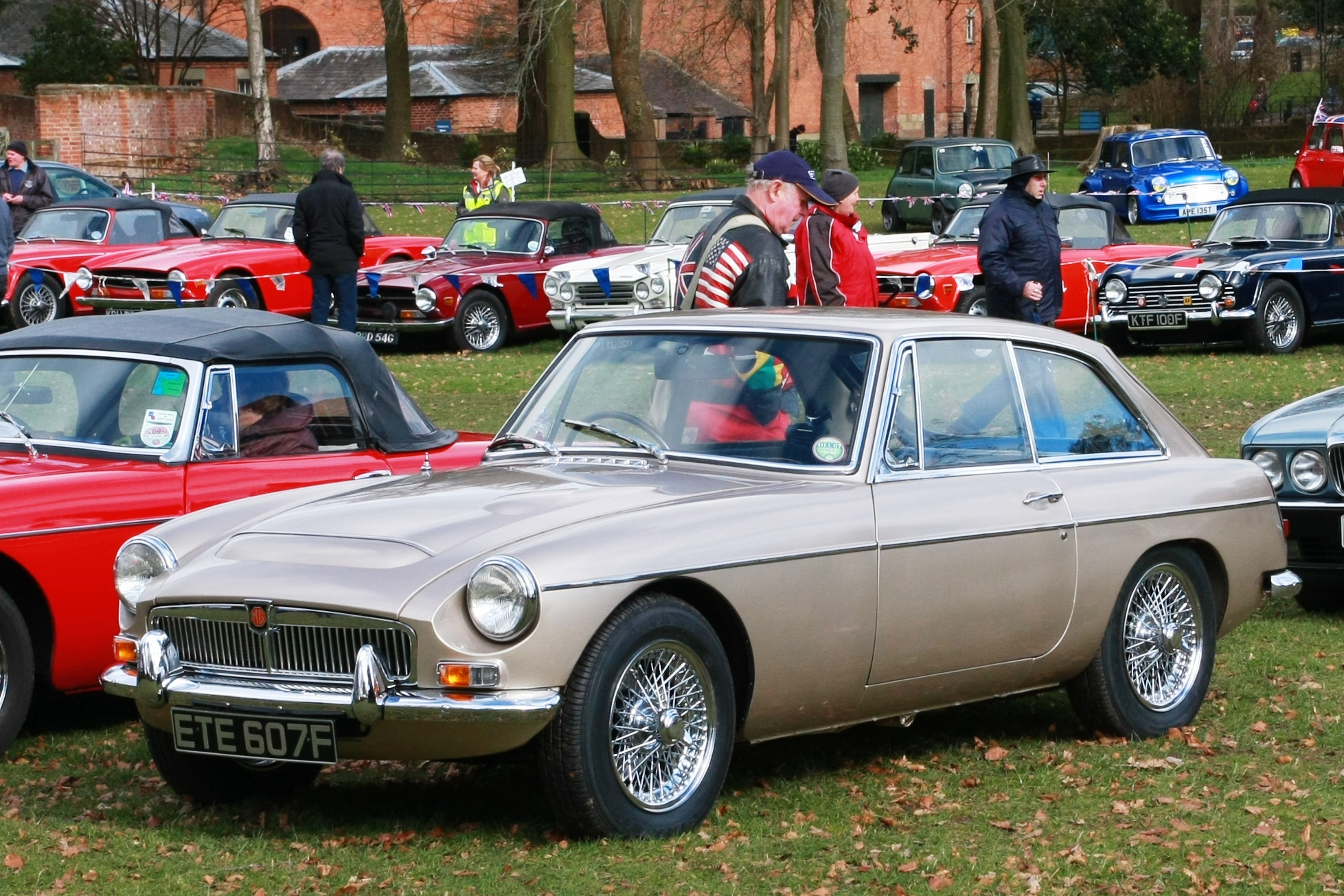
MG C GT del 1968

Disponibile sia in versione spider che GT ovvero coupé la MG C presentava pochissime differenze rispetto alla MG B Mk 2: cofano anteriore rialzato e con presa d'aria, finiture interne più curate. Le altre modifiche al vano motore (necessarie per alloggiare il più ingombrante 6 cilindri) erano invisibili. Anche il resto della meccanica presentava poche variazioni con freni potenziati, barre stabilizzatrici maggiorate, diverso rapporto dello sterzo e ruote da 15 pollici. La potenza massima di 145 CV, garantiva buone prestazioni con una punta massima di 193 km/h.
Pensata come erede della Austin-Healey 3000, la MG C rimase in produzione fino al 1969.
Il maggior peso gravante sull'avantreno rese la vettura molto sottosterzante e questa fu una delle cause del relativo insuccesso. La MG C Roadster venne infatti prodotta in 4544 esemplari, a cui vanno aggiunti 4458 esemplari di MG C GT.